# جنت مک‌نایل
جنت مک‌نایل (انگلیسی: Janet McNeill؛ ۱۴ سپتامبر ۱۹۰۷ – October 1994 (age 87)) رمان‌نویس، نمایشنامه‌نویس اهل جمهوری ایرلند بود.